# Jugoslovanska nacionalna stranka
Jugoslovanska nacionalna stranka (JNS) je bila državna politična stranka jugoslovanskih liberalcev v tridesetih letih 20. stoletja. Formirati se je pričela po volitvah v Narodno skupščino novembra 1931. Služila naj bi kot 'dokaz' liberalizacije šestojanuarskega režima in vračanja v strankarsko-politično življenje; to naj bi režimu zagotovilo širšo politično osnovo. Proces njenega organiziranja je tekel zelo počasi. 4. maja 1932 je bila ustanovljena stranka z imenom Jugoslovanska radikalno-kmečka demokracija, ki so jo sestavljali predvsem disidenti Demokratske stranke in NRS. Iz Dravske banovine so se ji pridružili liberalci, del članov Samostojne demokratske stranke in Samostojne kmetijske stranke. Strankin program je temeljil na idejnih osnovah šestojanuarskega režima: integralno jugoslovanstvo in državni unitarizem. Kot t. i. dvorska stranka, ustvarjena od zgoraj, ni imela močnejšega vpliva med prebivalstvom in je zbirala pretežno tiste, ki so bili na razne načine odvisni od režima. Že na začetku je v njej prihajalo do konfliktov med raznimi skupinami, ki so bile večinoma zbrane po predšestojanuarski strankarski pripadnosti. Statut in program stranke sta bila sprejeta na njenem prvem kongresu julija 1933, ko se je ta preimenovala v Jugoslovansko nacionalno stranko. Njen prvi predsednik je postal radikalski disident Nikola Uzunović. Po smrti kralja Aleksandra ji je knez Pavle postopoma odtegoval zaupanje. Na skupščinskih volitvah 1935 formalno ni sodelovala, večina njenih pristašev pa je glasovala za Jevtićevo volilno listo. Z nastopom Stojadinovićeve vlade in režima JRZ je stranka prešla v opozicijo. Na strankinem kongresu junija 1936 je predsednik JNS postal Petar Živković, njen glavni tajnik pa Albert Kramer. Na skupščinskih volitvah 1938 je Živkovićeva skupina v JNS sodelovala na Mačkovi volilni listi, medtem ko so pristaši JNS na Hrvaškem sodelovali na Stojadinovićevi. Ta delitev se je ohranila tudi po volitvah. Predstavniki JNS so sodelovali v Simovićevi vladi in nato v emigrantskih vladah.